# 베라크루스주

베라크루스주

베라크루스주(스페인어: Veracruz)는 멕시코 동부에 위치한 주로 주도는 할라파이며 면적은 71,826km2, 인구는 7,773,408명(2012년 기준), 인구 밀도는 110명/km2이다. 1823년 12월 22일에 신설되었으며 212개 지방 자치체를 관할한다. 북쪽으로는 타마울리파스주, 서쪽으로는 산루이스포토시주와 이달고주, 남서쪽으로는 푸에블라주, 남쪽으로는 오아하카주와 치아파스주, 남동쪽으로는 타바스코주, 동쪽으로는 멕시코만과 접한다.

주기
주 문장

## 인구
| 연도 | 인구      | ±%     |
| ---- | --------- | ------ |
| 1895 | 863,220   | —      |
| 1900 | 981,030   | +13.6% |
| 1910 | 1,132,859 | +15.5% |
| 1921 | 1,159,935 | +2.4%  |
| 1930 | 1,377,293 | +18.7% |
| 1940 | 1,619,338 | +17.6% |
| 1950 | 2,040,231 | +26.0% |
| 1960 | 2,727,899 | +33.7% |
| 1970 | 3,815,422 | +39.9% |
| 1980 | 5,387,680 | +41.2% |
| 1990 | 6,228,239 | +15.6% |
| 1995 | 6,737,324 | +8.2%  |
| 2000 | 6,908,975 | +2.5%  |
| 2005 | 7,110,214 | +2.9%  |
| 2010 | 7,643,194 | +7.5%  |
| 2015 | 8,112,505 | +6.1%  |
| 2020 | 8,062,579 | −0.6%  |